# Coco, el petit drac: Aventures a la jungla
Coco, el petit drac: Aventures a la jungla és una pel·lícula d'animació alemanya del 2018, dirigida per Anthony Power. És una seqüela de Coco, el petit drac, personatge creat per l’escriptor i dibuixant Igno Siegner, que el 2003 va ser guardonat amb el Premi de Literatura Infantil Bad Iburger. La versió doblada al català es va estrenar el 2020 a onze cinemes de la mà de la distribuïdora Paycom Multimedia.

## Sinopsi
La pel·lícula compta amb tots els personatges habituals, en Coco, l’Oscar, el petit drac gurmet vegetarià, i el porc espí Matilde. Per primera vegada, els dracs de foc i els dracs gurmet se'n van de vacances junts per fomentar l'amistat entre les dues tribus. Però en Coco i l'Oscar estan decebuts perquè la seva millor amiga, la Matilde, ha estat exclosa del viatge per no ser un drac. Així que els dos menuts decideixen amagar-la al vaixell que els portarà al campament d'estiu.
La presència de dracs d'aigua salvatges, plantes carnívores, i altres sorpreses convertiran les vacances en una aventura més gran del que imaginaven.